# Estados Unidos nos Jogos Olímpicos de Inverno de 1960

Os Estados Unidos sediaram os Jogos Olímpicos de Inverno de 1960 em Squaw Valley, na Califórnia.